# باب غايي
باب غايي (بالفرنسية: Pape Gueye)‏ (مواليد 24 يناير 1999) هو لاعب كرة قدم فرنسي يلعب في نادي أولمبيك مارسيليا في مركز الوسط المدافع.

## روابط خارجية
- باب غايي على موقع الاتحاد الأوربي (الإنجليزية)
- باب غايي على موقع رابطة كرة القدم الفرنسية للمحترفين (الإنجليزية)
- باب غايي على موقع قاعدة بيانات كرة القدم.إي يو (الإنجليزية)
- باب غايي على موقع ليكيب (الفرنسية)
- باب غايي على موقع ناشيونال فوتبول تيمز (الإنجليزية)
- باب غايي على موقع Soccerway.com (الإنجليزية)
- باب غايي على موقع عالم كرة القدم.نت (الإنجليزية)
- باب غايي على موقع AS.com (الإسبانية)